# Daniel Van Ryckeghem
Daniel Van Ryckeghem (Meulebeke, 29 maggio 1945 – Meulebeke, 26 maggio 2008) è stato un ciclista su strada e ciclocrossista belga.
Professionista dal 1966 al 1973, vinse due tappe al Tour de France 1968 e diverse classiche e semiclassiche tra cui E3 Prijs Harelbeke, Dwars door België, Kuurne-Bruxelles-Kuurne e Rund um den Henninger-Turm.

## Palmarès

### Strada
- 1966

Grand Prix Desselgem - Prix Alberic Schotte
5ª tappa Tour du Nord
- 1967

Rund um den Henninger-Turm
Dwars door België
Kuurne-Bruxelles-Kuurne
Bruxelles-Ingooigem
1ª tappa Tour de Suisse (Zurigo > Vaduz)
2ª tappa Volta Ciclista a Catalunya
5ª tappa, 2ª semitappa Volta Ciclista a Catalunya
8ª tappa Volta Ciclista a Catalunya
1ª tappa Tweedaagse van Bertrix
- 1968

Omloop van het Zuidwesten - Hulste-Ingelmunster
8ª tappa Tour de France (Nantes > Royan)
11ª tappa Tour de France (Bayonne > Pau
3ª tappa Tour de Suisse (Binningen > Boncourt
10ª tappa Tour de Suisse (Brunnen > Eschenbach)
1ª tappa Quatre Jours de Dunkerque
- 1969

Circuit des Frontiéres - Templeuve
Omloop van Oost-Vlaanderen
Leeuwse Pijl
5ª tappa Tour du Nord
- 1970

E3 Prijs Harelbeke
Dwars door België
Nationale Sluitingsprijs
Circuit des XI Villes
2ª tappa Circuit des Six Provinces
- 1971

Grand Prix d'Isbergues

### Ciclocross
- 1969

Cyclo-Cross Hooglede
Cyclo-Cross Laarne

### Altri successi
- 1967

St-Elooisprijs - Ruddervoorde (Kermesse)
Kermesse di Wortegem
- 1968

3ª tappa Tour de France (Cronosquadre)
Criterium di Arras
Criterium di Moorslede
Criterium di Gavere
Kermesse di Beernem
- 1969

Kermesse di Deinze
- 1971

Kermesse di Lokeren
Kermesse di Ruiselde

## Piazzamenti

### Grandi Giri
- Tour de France

1968: 46º
1970: 67º
1972: ritirato

### Classiche monumento
- Milano-Sanremo

1967: 37º
1968: 14º
1969: 10º
1970: 11º
1972: 16º
- Giro delle Fiandre

1967: 52º
1968: 5º
1970: 9º
1971: 22º
1972: 32º
- Parigi-Roubaix

1967: 50º
1971: 30º
- Liegi-Bastogne-Liegi

1968: 25º
1970: 14º
- Giro di Lombardia

1968: 11º
1969: 20º

### Competizioni mondiali
- Campionato del mondo

Heerlen 1967 - In linea: 7º